# Jacques Dacqmine
Jacques Dacqmine, né le 30 novembre 1924 à La Madeleine (Nord) et mort le 28 mars 2010 à Caen (Calvados),, est un acteur français.

## Biographie
Acteur de théâtre et de cinéma, il a également doublé en français plusieurs acteurs dont James Mason dans La Mort aux trousses (1959) et George Sanders dans Le Village des damnés (1960).
Il épouse Odile Versois, alors jeune actrice, le 19 mars 1951. Ils divorcent quelques mois plus tard.

## Théâtre
- 1942 : Hamlet de William Shakespeare, mise en scène Charles Granval, Comédie-Française (élève du conservatoire)
- 1942 : Phèdre de Racine, mise en scène Jean-Louis Barrault, Comédie-Française (élève du conservatoire)
- 1943 : La Reine morte d'Henry de Montherlant, mise en scène Pierre Dux, Comédie-Française (élève du conservatoire)
- 1943 : Renaud et Armide de Jean Cocteau, mise en scène de l'auteur, Comédie-Française (élève du conservatoire)
- 1943 : Iphigénie à Delphes de Gerhart Hauptmann, mise en scène Pierre Bertin, Comédie-Française
- 1943 : Suréna de Corneille, mise en scène Maurice Escande, Comédie-Française
- 1943 : La Légende du Chevalier d'André de Peretti Della Roca, mise en scène Julien Bertheau, Comédie-Française
- 1943 : Le Soulier de satin de Paul Claudel, mise en scène Jean-Louis Barrault, Comédie-Française
- 1944 : La Dispute de Marivaux, mise en scène Jean Martinelli, Comédie-Française
- 1944 : Horace de Corneille, mise en scène Mary Marquet, Comédie-Française]
- 1945 : L'Impromptu de Versailles de Molière, mise en scène Pierre Dux, Comédie-Française
- 1946 : Antoine et Cléopâtre de William Shakespeare, mise en scène Jean-Louis Barrault, Comédie-Française
- 1947 : Amphitryon de Molière, mise en scène Jean-Louis Barrault, théâtre Marigny
- 1947 : Phèdre de Racine, mise en scène Jean-Louis Barrault, théâtre des Célestins
- 1948 : Partage de midi de Paul Claudel, mise en scène Jean-Louis Barrault, théâtre Marigny
- 1949 : Partage de midi de Paul Claudel, mise en scène Jean-Louis Barrault, théâtre des Célestins
- 1949 : Le Bossu de Paul Féval et Anicet Bourgeois, mise en scène Jean-Louis Barrault, théâtre Marigny
- 1950 : Malbrough s'en va-t-en guerre de Marcel Achard, mise en scène Jean-Louis Barrault, théâtre Marigny
- 1950 : Ami-ami de Pierre Barillet et Jean-Pierre Grédy, mise en scène Jean Wall, théâtre Daunou
- 1951 : Ami-ami de Pierre Barillet]et Jean-Pierre Grédy, mise en scène Jean Wall, théâtre des Célestins
- 1953 : Occupe-toi d'Amélie de Georges Feydeau, mise en scène Jean-Louis Barrault, théâtre des Célestins
- 1954 : Gigi de Colette, mise en scène Jean Meyer, théâtre des Arts
- 1955 : Bérénice de Racine, mise en scène Jean-Louis Barrault, théâtre Marigny
- 1955 : La lune est bleue d'Hugh Herbert, mise en scène Jacques Charon, théâtre Michel
- 1955 : José de Michel Duran, mise en scène Christian-Gérard, théâtre des Nouveautés
- 1957 : Partage de midi de Paul Claudel, mise en scène Jean-Louis Barrault, théâtre Sarah-Bernhardt
- 1957 : Pygmalion de George Bernard Shaw, mise en scène Jean Marais, Théâtre des Célestins à Lyon
- 1958 : Le Bossu d'après Paul Féval, adaptation Guy Haurey, mise en scène Jacques Dacqmine, théâtre de l'Apollo
- 1959 : La Fournaise de Jacques Aeschlimann, mise en ondes Marcel Merminod, Radio-Lausanne
- 1960 : Le Balcon de Jean Genet, mise en scène Peter Brook, Théâtre du Gymnase
- 1960 : Bérénice de Racine, mise en scène André Barsacq, Théâtre du Gymnase
- 1961 : Mais n'te promène donc pas toute nue ! de Georges Feydeau, mise en scène Jean-Louis Barrault, Odéon-Théâtre de France
- 1961 : Judith de Jean Giraudoux, mise en scène Jean-Louis Barrault, Odéon-Théâtre de France
- 1961 : Partage de midi de Paul Claudel, mise en scène Jean-Louis Barrault, Odéon-Théâtre de France
- 1962 : Hamlet de William Shakespeare, mise en scène Jean-Louis Barrault, Odéon-Théâtre de France
- 1962 : Phèdre de Racine, mise en scène Raymond Gérôme, Théâtre du Gymnase
- 1962 : Hedda Gabler d'Henrik Ibsen, mise en scène Raymond Rouleau, théâtre Montparnasse
- 1963 : Bérénice de Jean Racine, mise en scène André Barsacq, Théâtre du Gymnase
- 1964 : Judith (de) de Friedrich Hebbel, mise en scène Pierre Debauche, Comédie de Bourges
- 1964 : Jules César de William Shakespeare, mise en scène Raymond Hermantier, Festival de Lyon, théâtre Sarah-Bernhardt
- 1965 : Phèdre de Racine, mise en scène Raymond Gérôme, théâtre du Gymnase
- 1965 : Antoine et Cléopâtre de William Shakespeare, mise en scène François Maistre, Serge Bourrier, Jean Larroquette, théâtre Sarah-Bernhardt
- 1966 : L'Ordalie ou la Petite Catherine de Heilbronn d'Heinrich von Kleist, mise en scène Jean Anouilh et Roland Piétri, théâtre Montparnasse
- 1968 : Les Yeux crevés de Jean Cau, mise en scène Raymond Rouleau, Théâtre du Gymnase
- 1981 : Domino de Marcel Achard, mise en scène Jean Piat, théâtre Marigny
- 1983 : La Chienne dactylographe de Gilles Roignant, mise en scène Daniel Benoin, théâtre de la Gaîté-Montparnasse
- 1984 : Angelo, tyran de Padoue de Victor Hugo, mise en scène Jean-Louis Barrault, théâtre Renaud-Barrault
- 1985 : Les apparences sont trompeuses de Thomas Bernhard, mise en scène Daniel Benoin, Comédie de Saint-Étienne
- 1986 : Le Silence éclaté de Stephen Poliakoff, mise en scène Jean-Paul Roussillon, théâtre de la Madeleine
- 1989 : Le Foyer d'Octave Mirbeau, mise en scène Régis Santon, théâtre de la Plaine
- 1991 : La Société de chasse de Thomas Bernhard, mise en scène Jean-Louis Thamin, théâtre de l'Atelier
- 1993 : La Nuit de Michel-Ange de Philippe Faure, mise en scène Jean-Paul Lucet, théâtre des Célestins
- 1998 : Narcisse de Jean-Jacques Rousseau, mise en scène Didier Bezace, théâtre de la Commune
- 2001 : Lorenzaccio, une conspiration en 1537 d'après Alfred de Musset et George Sand, mise en scène Henri Lazarini, théâtre Mouffetard

## Filmographie

### Cinéma
- 1946 : L'affaire du collier de la reine de Marcel L'Herbier : Marc Rétaux de Villette
- 1946 : Macadam de Marcel Blistène : François, le sympathique camelot
- 1950 : Julie de Carneilhan de Jacques Manuel : Coco Votard
- 1951 : Caroline chérie de Richard Pottier : Gaston de Sallanches
- 1953 : Un caprice de Caroline chérie de Jean-Devaivre : Gaston de Sallanches
- 1955 : Le Fils de Caroline chérie de Jean-Devaivre : Général de Sallanches
- 1955 : Les Aristocrates de Denys de La Patellière : Arthus de Maubrun
- 1956 : C'est arrivé à Aden de Michel Boisrond : Burton
- 1956 : Michel Strogoff de Carmine Gallone : le Grand-duc
- 1957 : Charmants Garçons de Henri Decoin : Charles
- 1957 : Action immédiate de Maurice Labro : Walder
- 1957 : Sylviane de mes nuits de Marcel Blistène : Lucien
- 1959 : Des femmes disparaissent de Édouard Molinaro : Victor Quaglio
- 1959 : La Belle et le Tzigane de Jean Dréville et Márton Keleti : Louis de Vintheuil
- 1959 : À double tour de Claude Chabrol : Henri Marcoux
- 1960 : Quai Notre-Dame de Jacques Berthier : Lormoy
- 1960 : Classe tous risques de Claude Sautet : Blot
- 1960 : Ravissante de Robert Lamoureux : Marc Cotteret
- 1961 : Le Jeu de la vérité de Robert Hossein : Guillaume Geder
- 1961 : L'Affaire Nina B. de Robert Siodmak : Dr. Zorn
- 1962 : Maléfices de Henri Decoin : Vial
- 1963 : Les Cavaliers de la terreur Il terrore dei mantelli rossi de Mario Costa : Vladimir
- 1963 : Commissaire mène l'enquête, section Geste d'un fanatique de Fabien Collin : Gilbert
- 1964 : Coplan, agent secret FX 18 de Maurice Cloche : le Vieux
- 1965 : Coplan FX 18 casse tout de Riccardo Freda : le Vieux
- 1968 : Phèdre de Pierre Jourdan : Thésée
- 1978 : Brigade mondaine de Jacques Scandelari : le directeur de la P. J.
- 1980 : Le Chaînon manquant de Picha : le récitant
- 1983 : La Crime de Philippe Labro : Maître Antoine d'Alins
- 1986 : Inspecteur Lavardin de Claude Chabrol : Raoul Mons
- 1986 : Mélo de Alain Resnais : Dr Remy
- 1989 : Erreur de jeunesse de Radovan Tadic : M. Monfort
- 1990 : Nouvelle Vague de Jean-Luc Godard : le PDG
- 1991 : L'Opération Corned-Beef de Jean-Marie Poiré : le général Moulin
- 1991 : Fortune Express de Olivier Schatzky : Pavlic
- 1993 : Germinal de Claude Berri : Philippe Hennebeau
- 1993 : Le Regard de l'autre de Bruno Rolland (court métrage)
- 1994 : OcchioPinocchio de Francesco Nuti : le chef de la police
- 1998 : ...Comme elle respire de Pierre Salvadori : Maître Maillard
- 1999 : La Dilettante de Pascal Thomas : M. Delaunay
- 1999 : La Neuvième Porte de Roman Polanski : le vieil homme
- 2001 : Un crime au paradis de Jean Becker : le président Laborde
- 2003 : Happy Victor de Carina Borgeaud
- 2003 : Rien que du bonheur de Denis Parent : J.-M. Bugues
- 2003 : Adieu de Arnaud des Pallières : le médecin

### Télévision
- 1955 : Sherlock Holmes - épisode #1.34 : The Case of the Royal Murder (série télévisée) : Roi Conrad
- 1961 : Les Mystères de Paris, téléfilm de Marcel Cravenne : Rodolphe
- 1962 : L'inspecteur Leclerc enquête - ép. #1.6 Vengeance : M. Meyer
- 1963 : L'inspecteur Leclerc enquête - ép. #2.10  La menace : Dorac
- 1963 : Siegfried, téléfilm de Marcel Cravenne : Fontgeloy
- 1963 : Horace, téléfilm de Jean Kerchbron : Horace
- 1963 : La rabouilleuse, téléfilm de François Gir : Philippe
- 1964 : L'Abonné de la ligne U de Yannick Andreï - 34 épisodes (série télévisée) : L'officier de police principal Frédéric Belot
- 1965 : La Misère et la Gloire, téléfilm de Henri Spade : Firmin
- 1965 : Goetz von Berlichingen, téléfilm de Jean-Paul Carrère : Goetz
- 1966 : Le train bleu s'arrête 13 fois, de Yannick Andréi - épisode #1.12 : Monaco: non-lieu (série télévisée) : Breuvanne
- 1966-1967 : L'Île au trésor (en) - en 4 épisodes (série télévisée) : John Trelawney
- 1967 : Malican père et fils - épisode #1.11 La rançon (série télévisée) : M. Duthuit
- 1968 : Le Regret de Pierre Guilhem, téléfilm de Jean de Nesles : Aicard
- 1969 : Le Trésor des Hollandais (série télévisée) : Morales
- 1978 : Le Mutant de Bernard Toublanc-Michel (série télévisée) : le professeur Masson
- 1978 : L'inspecteur mène l'enquête - épisode #1.16 : La mort dans le cœur (série)
- 1978 : Douze heures pour mourir, téléfilm de Abder Isker : le commissaire Polak
- 1979 : L'Éblouissement, téléfilm de Jean-Paul Carrère : Lucien
- 1979 : Les Dossiers de l'écran - épisode 17 : Louis XI ou Le pouvoir central de Alexandre Astruc : le cardinal La Balue
- 1980 : Jean Jaurès : vie et mort d'un socialiste , téléfilm de Ange Casta : Viviani
- 1980 : Arsène Lupin joue et perd, d’Alexandre Astruc - épisode #1.1 (série télévisée) : M. Kesselbach
- 1980 : Messieurs les Jurés - épisode : L'affaire Lezay d'Alain Franck (série télévisée) : l'avocat général
- 1981 : Histoires extraordinaires - épisode #1.6 : La chute de la maison Usher de Alexandre Astruc : Dr Hawthorne
- 1981 : Nana (série télévisée)
- 1981 : Le Mystère de Saint-Chorlu, téléfilm de Claude Vajda : l'abbé Pluton
- 1981 : Arcole ou la terre promise (série télévisée) : le général Lamoricière
- 1981 : Staline est mort d'Yves Ciampi, téléfilm de Yves Ciampi : Joukov
- 1981 : Le Fou de Buffon de Jacques Hiver, téléfilm de Claude Vajda : Buffon
- 1982 : Les Dossiers de l'écran - épisode 36 : Des yeux pour pleurer : Me Ryquart, syndic
- 1983 : Les Nouvelles Brigades du Tigre de Victor Vicas, épisode Les fantômes de Noël de Victor Vicas (série télévisée) : Alphonse Moulin
- 1984 : La Piovra - épisode 1 (Télésuite) : Le professeur Sebastiano Cannito
- 1984 : Les Enquêtes du commissaire Maigret, épisode L'Ami d'enfance de Maigret de Stéphane Bertin : M. Lamotte
- 1985 : Angelo, tyran de Padoue, téléfilm de Jean-Paul Carrère : Angelo Malipieri
- 1986 : La Piovra 2 - épisode 2 (Télésuite) : Le professeur Sebastiano Cannito
- 1987 : Série noire - épisode Noces de plomb (série télévisée))
- 1988 : Mont-Royal - épisode : Passages (série télévisée) : Barrault
- 1988 : L'Affaire Saint-Romans (série télévisée) : Louis Saint-Romans
- 1988 : L'Argent, téléfilm de Jacques Rouffio : Bismark
- 1992 : Un beau petit milliard, téléfilm de Pierre Tchernia : Monsieur de Mouriez
- 1992 : Le Lyonnais - épisode : Cérémonie religieuse de Bernard Dumont (série télévisée) : François Fogel
- 1992 : Le Secret du petit milliard, téléfilm de Pierre Tchernia : Le notaire
- 1992 : La Guerre blanche - épisode #1.1 : Érase una vez dos polis (série télévisée) : Thomas Raquin
- 1993 : Commissaire Moulin - épisode #3.12 : L... comme Lennon (série télévisée) : Cattoire
- 1995 : L'Affaire Dreyfus, téléfilm de Yves Boisset : Gen. Mercier
- 1995 : Sandra, princesse rebelle (série télévisée) : Romian Kouros
- 1996 : Médée, téléfilm de Pierre Jourdan : Créon
- 1998 : Manège (série télévisée) : Le Baron
- 1998 : La Poursuite du vent (série télévisée) : Anselme Curiol
- 2001 : Maigret - épisode #1.36  Maigret et la fenêtre ouverte de Pierre Granier-Deferre : Oscar Laget
- 2001 : L'Algérie des chimères (série télévisée) : Pélissier
- 2002 : La Bataille d'Hernani, téléfilm de Jean-Daniel Verhaeghe : Charles X
- 2003 : Mata Hari, la vraie histoire, téléfilm de Alain Tasma : le maréchal Lyautey

### Scénariste
- 1982 : L'amour s'invente de Didier Decoin

## Doublage

### Cinéma
- Kirk Douglas dans :
  - Les Ensorcelés (1952) : Jonathan Shields
  - Histoire de trois amours (1952) : Pierre Narval
  - La Vie passionnée de Vincent van Gogh (1956) : Vincent Van Gogh

- Leo Genn dans :
  - Quo vadis (1951) : Caïus Pétrone
  - Capitaine sans loi (1952) : William Bradford

- George Sanders dans :
  - Miracle à Tunis (1952) : Félix Guignol
  - Le Village Des Damnés (1960) : Gordon Zellaby

- William Holden dans :
  - Fort Bravo (1953) : le capitaine Roper
  - La Tour des ambitieux (1954) : MacDonald « Don » Wallin

- Robert Shaw dans :
  - Un homme pour l'éternité (1966) : le roi Henri VIII
  - Custer, l'homme de l'Ouest (1967) : le général George Armstrong Custer

- Richard Crenna dans :
  - La Canonnière du Yang-Tsé (1966) : le capitaine Collins
  - Seule dans la nuit (1967) : Mike Talman

- 1951 : Au-delà du Missouri : le narrateur (Howard Keel)
- 1952 : Au pays de la peur : l'agent Pedley (Wendell Corey)
- 1952 : Ivanhoé : sire Hughes de Bracy (Robert Douglas)
- 1954 : Le Beau Brummel : Lord George Gordon Byron (Noel Willman)
- 1957 : Sissi face à son destin : Carlo (Egon von Jordan)
- 1958 : Le Général casse-cou : le général Charles Lane (Kent Smith)
- 1959 : La Mort aux trousses : Philip Vandamm (James Mason)
- 1959 : Aux frontières des Indes : Peters (Eugene Deckers)
- 1960 : Chérie recommençons : Victor Fabian (Yul Brynner)
- 1961 : Le Cid : le comte Don Garcia Ordóñez (Raf Vallone)
- 1962 : Jules César, conquérant de la Gaule : Vercingétorix (Rik Battaglia)
- 1962 : Sherlock Holmes et le Collier de la mort : Sherlock Holmes (Christopher Lee)
- 1962 : La Chevauchée des Outlaws : Steve Fallon (Richard Basehart)
- 1963 : Le Dernier de la liste : l'inspecteur Pike (Bernard Archard)
- 1963 : La Poupée diabolique : le Grand Vorelli (Bryant Haliday)
- 1964 : Hélène, reine de Troie : Ménélas (Alberto Lupo)
- 1966 : Texas Adios : Cisco Delgado (José Suárez)
- 1967 : La Mégère apprivoisée : Petruchio (Richard Burton)
- 1967 : Camelot : Sir Sagramor (Peter Bromilow)
- 1989 : Simetierre : Jud Crandall (Fred Gwynne)

### Télévision
- 1977 : Jésus de Nazareth : Herode Antipas (Christopher Plummer)